# باكوناوا
الباكوناوا (بالإنجليزية: The Bakunawa)‏، هو تنين يشبه الثعبان في الأساطير الفلبينية. يعتقد أنه يُسبب الكسوف، والزلازل، والأمطار، والرياح. كانت حركات باكوناوا بمثابة نظام تقويم جيومانتي للفلبينيين القدماء وكانت جزءً من الطقوس الشامانية للبابايلان. عادة ما يُصور بذيل حلقي مميز وقرن واحد على الأنف. كان يعتقد عموما أنه ثعبان بحري، ولكن يعتقد أيضًا أنه يسكن إما السماء أو العالم السفلي.